# Elizalde Dragón IX
El motor Elizalde Dragón IX pertany a la sèrie de motors Dragón, fabricats per l'empresa Elizalde.
Tots ells tenen característiques en comú com són l'arquitectura (motors en estrella, i les culates de bronze, patentades per Arturo Elizalde.
La sèrie Dragón es va començar a dissenyar en 1927, encara que el primer no va funcionar fins al 1929. Era el segon mitjà de la sèrie Dragón. A més, presentava la particularitat de muntar ja coixinets flotants, tant en cap com en peu, de les bieles. I va ser el primer de la sèrie de funcionar. També va guanyar el concurs organitzat pel Consejo Superior de Aeronáutica i l'únic que va aconseguir l'homologació oficial. Es va presentar amb tota la sèrie al Saló de Paris de 1932.